# Doru Bratu
Doru Bratu (n. 27 mai 1989, București) este un jucător de fotbal român, care joacă pentru FC Carmen București[*].
În 2011 a fost implicat în dosarul „Sex cu băieței" (sex cu minori, prostituție, proxenetism), instrumentat de Parchetul Capitalei. Potrivit interceptărilor publicate în presă, se pare că Doru Bratu ar fi fost client al rețelei de prostituție masculină. Fotbalistul a declarat că nu este homosexual.